# Piper huantanum
Piper huantanum är en pepparväxtart som beskrevs av William Trelease. Piper huantanum ingår i släktet Piper och familjen pepparväxter. Utöver nominatformen finns också underarten P. h. elongatum.